# Clonaria sansibara
Clonaria sansibara är en insektsart som först beskrevs av Carl Stål 1875.  Clonaria sansibara ingår i släktet Clonaria och familjen Diapheromeridae. Inga underarter finns listade i Catalogue of Life.